# John Mott
John Raleigh Mott (ur. 25 maja 1865 w Livingstone Manor, Nowy Jork, zm. 31 stycznia 1955 w Orlando, Floryda) – wieloletni lider Związku Chrześcijańskiej Młodzieży Męskiej YMCA oraz World Student Christian Federation (WSCF). Otrzymał Pokojową Nagrodę Nobla w 1946 za działalność związaną z zakładaniem i umacnianiem międzynarodowych studenckich organizacji chrześcijańskich, których głównym celem było promowanie pokoju na świecie. Od 1895 do 1920 Mott był generalnym sekretarzem WSCF.
Studiował historię na Uniwersytecie Upper Iowa, a od 1885 na Cornell University. W 1910 Mott, metodysta, przewodniczył Edynburskiej Konferencji Misjonarskiej, która zapoczątkowała ruchy misyjne oraz ekumeniczne. Od 1920 do 1928 był przewodniczącym WSCF. Był autorem 16 książek.
Na przełomie kwietnia i maja 1938 r. przebywał w Polsce goszcząc w Łodzi, Warszawie i Krakowie na zaproszenie Rady Krajowej Polskiej YMCA, dla kontroli realizacji inwestycji Polskiej YMCA za fundusze przekazane przez Amerykańską YMCA, w których gromadzeniu brał czyny udział.